# Legge federale
La legge federale è una legge in vigore nel territorio di uno Stato federale.

## Descrizione
La legge federale è il corpo legislativo creato dal governo federale, che si forma quando un gruppo di unità politiche, come stati o province, si unisce a una federazione, delegando la propria sovranità individuale e molti poteri al governo centrale pur mantenendo o riservando altri poteri limitati. Di conseguenza, esistono due o più livelli di governo all'interno di un territorio geografico stabilito. Il corpo legislativo del governo centrale comune è la legge federale.
Negli stati federali o nelle confederazioni di stati, per legge federale si intende la legge stabilita a livello federale. Il diritto federale comprende la legislazione federale (le leggi federali e i relativi regolamenti di attuazione) e la giurisprudenza delle più alte istanze. Il diritto federale riguarda materie di competenza del governo federale (riguardante lo Stato nel suo insieme e la rappresentanza dello Stato all'estero), lo stesso governo federale come persona giuridica (ad es. come datore di lavoro di dipendenti pubblici o come soggetto di diritto internazionale), oltre al diritto comunale in genere, il diritto di disciplinare il livello comunale.
Nella legge costituzionale degli stati federali, la legge federale è l'insieme delle norme che disciplinano le materie che rientrano nella giurisdizione del governo federale, nonché le norme che regolano la condotta dell'apparato statale federale all'interno di una federazione, sia a livello legislativo che a livello esecutivo e giudiziario.